# Talia Shire

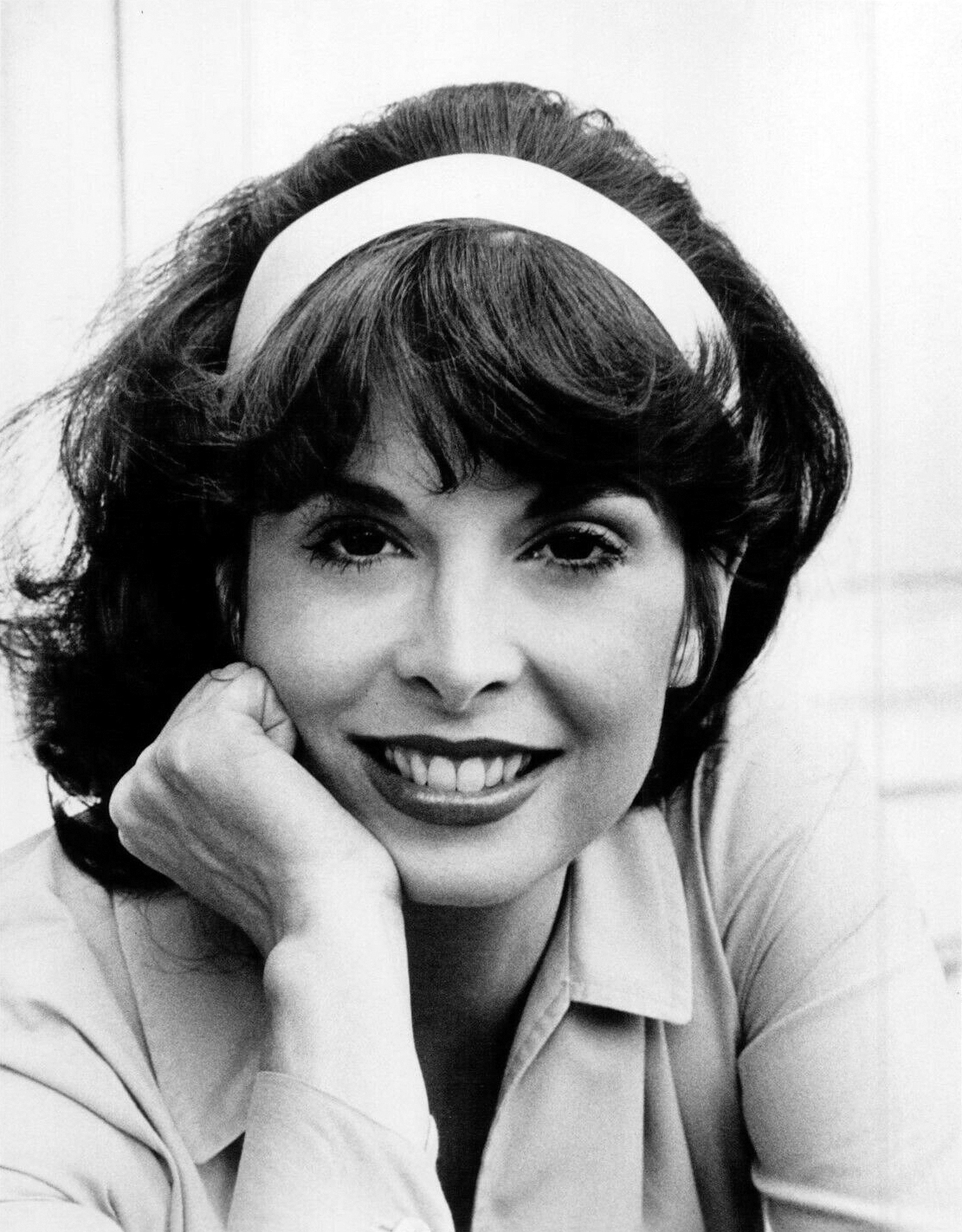
Talia Shire (1977)

Talia Rose Shire (geb. Coppola; * 25. April 1946 in Lake Success, Long Island, New York) ist eine US-amerikanische Schauspielerin. Gleich zu Beginn ihrer Karriere erlangte sie mit ihrer Rolle der Connie Corleone in der Pate-Trilogie größere Bekanntheit. Ihre bekannteste Rolle spielte sie – in fünf Filmen – als Adrian, die Freundin bzw. Ehefrau des Boxers Rocky.

## Leben und Werk
Talia Shire ist die Tochter des italienischstämmigen Musikers Carmine Coppola, ihre beiden Brüder sind der Filmregisseur Francis Ford Coppola und August Coppola, der Vater des Schauspielers Nicolas Cage.
Ihre größten Erfolge hatte sie in den 1970er und 1980er Jahren mit zwei Rollen, die sie in insgesamt acht Filmen spielte: In allen drei Teilen der Trilogie ihres Bruders Francis Ford Coppola, also in Der Pate, Der Pate – Teil II und Der Pate III, verkörperte sie Vito Corleones Tochter Connie, und in fünf Rocky-Filmen spielte sie Adrian, die Ehefrau der Titelfigur Rocky Balboa. Beide Filmrollen brachten ihr 1975 und 1977 jeweils eine Oscar-Nominierung als Beste Nebendarstellerin (Der Pate) beziehungsweise für die beste weibliche Hauptrolle (Rocky) ein. Für Rocky erhielt sie 1976 auch den Preis als Beste Nebendarstellerin des New York Film Critics Circle.
Talia Shire war zweimal verheiratet: zuerst mit dem Komponisten David Shire, dann mit dem Filmproduzenten Jack Schwartzman, der 1994 an Krebs starb. Aus erster Ehe hat sie den Sohn Matthew Shire (* 1975), aus zweiter Ehe die beiden Söhne Jason Schwartzman (* 1980), Schauspieler und ehemaliges Mitglied der Band Phantom Planet, und Robert Coppola Schwartzman (* 1982), Schauspieler und Mitglied der Band Rooney. Zudem hat sie zwei Stiefkinder aus Jack Schwartzmans erster Ehe, den Kameramann John Schwartzman (* 1960) und die Tochter Stephanie (* 1965).

## Filmografie (Auswahl)
- 1968: The Wild Racers
- 1970: Voodoo Child (The Dunwich Horror)
- 1972: Der Pate (The Godfather)
- 1972: Brutale Schatten (Un homme est mort)
- 1974: Der Pate – Teil II (The Godfather: Part II)
- 1976: Reich und Arm (Rich Man, Poor Man, Fernsehserie, drei Folgen)
- 1976: Rocky
- 1979: Rocky II
- 1979: Diane (Old Boyfriends)
- 1979: Prophezeiung (Prophecy)
- 1980: „L“ ist nicht nur Liebe (Windows)
- 1982: Rocky III – Das Auge des Tigers (Rocky III)
- 1985: Rocky IV – Der Kampf des Jahrhunderts (Rocky IV)
- 1985: Rad (Rad – The Movie)
- 1987: Richard Löwenherz und die Kinder Gottes (Lionheart, nur Produzentin)
- 1989: New Yorker Geschichten (New York Stories)
- 1990: Der Pate III (The Godfather: Part III)
- 1990: Rocky V
- 1991: Kalter Himmel (Cold Heaven)
- 1991: Mein Freund Mark Twain (Mark Twain and Me)
- 1992: Noch mehr Ärger mit Jack (For Richer, for Poorer, Fernsehfilm)
- 1993: Deadfall
- 1992: Agenten leben einsam (Bed & Breakfast)
- 1997: Dark Moments – Im Angesicht des Todes (River Made to Drown In)
- 1997: Durchgebrannt – Hilfeschrei aus L.A. (Born Into Exile) (Fernsehfilm)
- 1998: Fatal Contract – Tür an Tür mit dem Tod (The Landlady)
- 2001: Feuerwerk auf italienisch (The Whole Shebang)
- 2004: I Heart Huckabees
- 2007: Nora Roberts – Tödliche Flammen (Blue Smoke, Fernsehfilm)
- 2008: Looking for Palladin
- 2009: My Father’s Will
- 2010: My Secret Billionaire (Pizza with Bullets)
- 2011: The Return of Joe Rich
- 2016: Dreamland
- 2017: Kingdom (Fernsehserie, zwei Folgen)
- 2018: Con Man – Aufstieg und Fall des Barry Minkow (Con Man)
- 2018: Grace and Frankie (Fernsehserie, zwei Folgen)
- 2018: Girlfriends’ Guide to Divorce (Fernsehserie, Folge 5x02)
- 2019: Working Man
- 2023: Chantilly Bridge
- 2024: Megalopolis
- 2024: Abbott Elementary (Fernsehserie, Folge 4x08)
- 2025: Nonnas

## Auszeichnungen
- 1974: Nominiert – Academy Award als beste Nebendarstellerin für Der Pate – Teil II
- 1977: National Board of Review Award als beste Nebendarstellerin für Rocky
- 1977: New York Film Critics Circle Award als beste Nebendarstellerin für Rocky
- 1977: National Society of Film Critics Award als beste Nebendarstellerin für Rocky (zweiter Platz)
- 1977: Nominiert – Academy Award als beste Hauptdarstellerin für Rocky
- 1977: Nominiert – Golden Globe Award als beste Hauptdarstellerin für Rocky
- 1981: Nominiert – Goldene Himbeere als schlechteste Schauspielerin für L ist nicht nur Liebe
- 1986: Nominiert – Goldene Himbeere als schlechteste Nebendarstellerin für Rocky IV – Der Kampf des Jahrhunderts
- 1991: Nominiert – Goldene Himbeere als schlechteste Nebendarstellerin für Rocky V